# Jacques Charpentier
Jacques Charpentier (París, 18 d'octubre de 1933 - Lesinhan de las Corbièras, 15 de juny de 2017) fou un compositor i organista francès. No té relació amb cap dels dos músics francesos amb el mateix cognom (Marc-Antoine Charpentier i Gustave Charpentier).

## Biografia
De nen va aprendre ell mateix a tocar el piano. Des de 1950 a 1953 va treballar amb Jeanine Rueff. Més tard va marxar a l'Índia, on es va familiaritzar amb la música hindú tradicional a Bombai i Calcuta. Charpentier s'hi va quedar durant 18 mesos, un període que seria decisiu per a la seva evolució musical. Al tornar a França el 1954, va estudiar composició amb Tony Aubin i filosofia de la música amb Olivier Messiaen al Conservatori de París. Es va unir a les Joventuts Musicals de França el 1959, va ser nomenat inspector principal de música el 1966 i inspector general de música el 1975 al Secrétariat d'État à la Culture. L'any 1974 es va posar el seu nom a l'orgue de Sant-Nicolas-du-Chardonnet, a París. El mateix any que el van nomenar inspector general, va fundar un centre per a estudis gregorians i música tradicional, i també va començar a donar cursos d' orquestració al Conservatori de París. L'any 1979 va succeir a Jean Maheu com a Director de Música, Art Líric, i Dansa al Ministeri de la Cultura i de la Comunicació, servint en aquella posició des de 1979 a 1981. Charpentier després esdevindria director de música de la ciutat de Niça. Va viure durant molts anys a Carcassona.
Jacques Charpentier és també l'autor de feines pedagògiques en el cant gregorià i la música de l'Índia.

## Influències musicals
L'Índia va influir decisivament en Charpentier i la seva música. Al seu retorn de l'Índia, Charpentier va intentar sintetitzar aquests noves influències orientals amb la seva cultura musical occidental. Messiaen el va dirigir cap a les escriptures de Sant Tomàs d'Aquino, que li va ocupar dos anys. El 1957 va endegar una feina colossal dedicada als 72 estils carnàtics de l'Índia, les escales bàsiques de música índia tradicional. Això es va convertir en 72 études karnatiques, acabat el 1984, 27 anys després, on es demostra la influència de Messiaen. En aquestes peces, el piano es tracta com un instrument de percussió, amb l'escalonament de ressonàncies i sons que recorden els instruments de l’Índia. Charpentier també escrivia sovint en l'estil neoclàssic, que es mostra en obres com "Symphonie brève" (1957), "Sinfonia sacra pour le jour de Pâques" (1965), i "Prélude pour la Genèse" (1967).

## Composicions seleccionades

### 1950s
- 72 études karnatiques, per piano, en dotze llibres de sis estudis cadascun, compost 1957-1984
- Symphonie brève (1958)

### 1960s
- Sinfonia sacra pour le jour de Pâques (1965)
- Prélude aboca la Genèse (1967)
- Gavambodi 2, per alto saxofon i piano (1969)

### 1970s
- Béatrix de Plannisolas, òpera en 5 actes en occità (1971), actuat al Festival d'Ais de Provença, 1971
- Le Livre d'orgue, encarregat per Journées de musique contemporaine de Metz (1973)
- Symphonie no 5 (1977)
- Symphonie no 6, aboca orgue et orchestre (1978)

## Premis
- Prix Koussevitsky (1966)
- Magnífic Prix musical de la Ville de París (1978)

## Distincions
- Comandant de Premis de l'Ordre Nacional de Mèrit (França) (2006)[2]